# Ficus meistosyce
Ficus meistosyce là một loài thực vật có hoa trong họ Moraceae. Loài này được Standl. & L.O.Williams mô tả khoa học đầu tiên năm 1953.